# Farideh Firoozbakht
Farideh Firoozbakht (18 marzo 1962 – 24 dicembre 2019) è stata una matematica iraniana nota per la congettura di Firoozbakht del 1982 sulla distribuzione dei numeri primi..
Dopo aver studiato farmacologia e poi matematica all'Università di Isfahan, è stata professoressa di matematica in varie università iraniane, tra cui l'Università di Isfahan.